# Lucq-de-Béarn
Lucq-de-Béarn är en kommun i departementet Pyrénées-Atlantiques i regionen Nouvelle-Aquitaine i sydvästra Frankrike. Kommunen ligger i kantonen Monein som tillhör arrondissementet Oloron-Sainte-Marie. År 2022 hade Lucq-de-Béarn 926 invånare.

## Befolkningsutveckling
Antalet invånare i kommunen Lucq-de-Béarn
| Referens: INSEE |